# Noumandiez Doué
Noumandiez Desire Doué (29 settembre 1970) è un ex arbitro di calcio ivoriano.

## Carriera
Arbitro della massima serie ivoriana, Doué è stato nominato internazionale il 1º gennaio 2004.
A partire dal 2008 ha cominciato ad essere designato con una certa continuità in varie competizioni della CAF. Dopo aver diretto un totale di 6 gare di qualificazione ai Mondiali del 2010, nel 2009 dirige sia nella CAF Confederation Cup che nella CAF Champions League.
Nel gennaio 2010 è chiamato a dirigere alla Coppa delle nazioni africane 2010. Nell'occasione viene impiegato per due partite della fase a gironi. Nei mesi successivi matura maggiore esperienza nella CAF Champions League, dirigendo ulteriori partite, ma non andando comunque oltre la fase a gironi.
Nel 2011 è selezionato dalla FIFA per il Campionato mondiale di calcio Under-20, in programma in Colombia. Anche in questa occasione è designato esclusivamente per due partite della fase a gironi. Pochi mesi dopo, nel novembre 2011, la CAF lo designa per la finale di ritorno della Champions League. Nell'arco di tutto il 2011 dirige anche 6 partite di qualificazione alla Coppa delle nazioni africane 2012.
Nel dicembre del 2011 è designato dalla FIFA per la Coppa del mondo per club FIFA 2011, competizione in cui gli viene assegnata esclusivamente la finale per il terzo posto, tra i giapponesi del Kashiwa Reysol e i qatarioti dell'Al-Sadd.
Nel dicembre 2011 vince il CAF Award annuale per la categoria arbitrale.
Nel gennaio del 2012 è selezionato dalla CAF per la Coppa delle nazioni africane 2012. Nell'occasione viene impiegato in due partite della fase a gironi.
Nell'aprile 2012 viene inserito dalla FIFA in una lista di 52 arbitri preselezionati per i Mondiali 2014.
Nel gennaio del 2013 è nuovamente selezionato per la Coppa delle nazioni africane 2013. Terza partecipazione per il fischietto ivoriano, al quale però stavolta viene affidata solo una partita della fase a gironi.
Nel giugno del 2013 è selezionato dalla FIFA per prendere parte ai Mondiali Under 20 in Turchia. Nella circostanza, viene impiegato in una partita della fase a gironi, un ottavo di finale, e successivamente funge da quarto ufficiale nella finalissima tra Francia ed Uruguay.
Nel novembre 2013 viene designato dalla commissione arbitrale FIFA per dirigere il ritorno di Egitto-Ghana, uno degli spareggi CAF per l'accesso ai mondiali di Brasile 2014.
Il 15 gennaio 2014 viene selezionato ufficialmente per i Mondiali 2014 in Brasile. La commissione arbitrale FIFA lo impiega in due gare della fase a gironi: Cile-Australia e Ecuador-Francia.
Nel dicembre del 2014 è selezionato dalla FIFA per prendere parte alla Coppa del mondo per club 2014 in Marocco. Si tratterà della seconda apparizione. Nell'occasione, dirige un quarto di finale.
Nel gennaio del 2015 è selezionato per la Coppa delle nazioni africane 2015, dove dirige due incontri della fase a gironi.